# B album
『B album』（ビー・アルバム）は、KinKi Kidsの2枚目のアルバム。1998年8月12日発売。発売元はジャニーズ・エンタテイメント。
台湾では1998年8月19日、香港では1998年9月10日に発売されている。

## 概要
前作『A album』は、シングル曲なしの作品だったが、本作ではシングル『硝子の少年』、『愛されるより 愛したい』、『ジェットコースター・ロマンス』の3作品を収録している。直前にリリースされた『全部だきしめて/青の時代』は未収録になっているが、次作の『C album』に収録されている。
B albumの「B」には、CDジャケットにも記載されている通り「Be a Best album」という意味が込められている。
初回限定盤は、スペシャルパッケージに、KinKi Dollsが付属された。

## チャート成績
本作はオリコン集計での累計売上は86.7万枚を記録してミリオンに到達はしていないが、日本レコード協会からは出荷枚数の関係でミリオンの認定を受けている。

## 収録曲
※ シングル曲の解説は各シングルのページを参照。
| #         | タイトル                         | 作詞               | 作曲        | 編曲                                  | 時間  |
| --------- | -------------------------------- | ------------------ | ----------- | ------------------------------------- | ----- |
| 1.        | 「スッピンGirl」                 | 戸沢暢美           | 飯田建彦    | 長岡成貢 / コーラスアレンジ: 松下誠   | 4:41  |
| 2.        | 「仮病をつかおう」               | 戸沢暢美           | 岩田雅之    | 岩田雅之                              | 4:35  |
| 3.        | 「愛されるより 愛したい」        | 森浩美             | 馬飼野康二  | CHOKKAKU / コーラスアレンジ: 岩田雅之 | 5:01  |
| 4.        | 「MY WISH」(歌: 堂本光一)        | 堂本光一           | 堂本光一    | 吉田建                                | 4:43  |
| 5.        | 「愛なんてコトバじゃ言えない」   | 真名杏樹           | 岩田雅之    | 岩田雅之                              | 4:20  |
| 6.        | 「ずっと抱きしめたい」           | 堂本剛、相田毅     | 寺田一郎    | 長岡成貢 / コーラスアレンジ: 松下誠   | 4:57  |
| 7.        | 「イノセント・ウォーズ」         | 売野雅勇           | 坂本龍一    | 坂本龍一                              | 4:07  |
| 8.        | 「ボーダーライン」               | Kinki Kids、相田毅 | Face 2 fAKE | Face 2 fAKE                           | 4:55  |
| 9.        | 「Message」                      | 山本英美           | 羽場仁志    | CHOKKAKU / コーラスアレンジ: 西司     | 5:34  |
| 10.       | 「Slowly」(歌: 堂本剛)           | 堂本剛             | 堂本剛      | 重実徹                                | 5:37  |
| 11.       | 「このまま手をつないで」         | 松本隆             | 馬飼野康二  | CHOKKAKU / コーラスアレンジ: 松下誠   | 5:02  |
| 12.       | 「ジェットコースター・ロマンス」 | 松本隆             | 山下達郎    | 船山基紀                              | 4:52  |
| 13.       | 「硝子の少年」                   | 松本隆             | 山下達郎    | 山下達郎                              | 4:39  |
| 合計時間: | 合計時間:                        | 合計時間:          | 合計時間:   | 合計時間:                             | 63:03 |

### 楽曲解説
1. スッピンGirl
堂本光一・堂本剛出演の日本テレビ系バラエティ番組『Gyu!と抱きしめたい!』エンディングテーマ。
2. 仮病をつかおう
3. 愛されるより 愛したい
2ndシングル。
4. MY WISH - 堂本光一
KinKi Kids出演のフジテレビ系音楽バラエティ番組『LOVE LOVE あいしてる』内の企画で完成された光一の初の自作曲。
5. 愛なんてコトバじゃ言えない
6. ずっと抱きしめたい
後に自身の2007年のベスト・アルバム『39』にも収録されている。
7. イノセント・ウォーズ
もともとはシングル候補であった楽曲。シングルにならなかった理由としては、光一曰く「どうもしっくりこない感覚があった」と語っている。
8. ボーダーライン
メンバー自ら作詞を担当。それぞれが作詞・曲を担当する共作はいくつか発表されているが、2人で共同の作詞を行った数少ない楽曲である（この他、2022年発表の「The Story of Us」、1996年発表の「まけたらアカン」がある）。関西出身である2人が書いた歌詞らしく、関西弁が多用されたものである。
9. Message
10. Slowly - 堂本剛
今作が発売される前からコンサートで披露されていた。
11. このまま手をつないで
後に自身の2007年のベスト・アルバム『39』にも収録されており、発売時のファン投票で17位にランクインした。また、2014年のアルバム『M album』にもセルフカバー・バージョンとして収録されている。
12. ジェットコースター・ロマンス
3rdシングル。
13. 硝子の少年
デビューシングル。

出版社　3：日本テレビ音楽株式会社&ブライト・ノート・ミュージック、その他全曲：ブライト・ノート・ミュージック

## 参加ミュージシャン
不明（クレジット表記無し、シングル曲は、各曲を参照のこと）

## 映像作品
- スッピンGirl
  - Asian Biggest Live with 光一Birthday KinKi Kids 3 days Panic! at TOKYO DOME '98-'99
  - KinKi Kids Dome F Concert 〜Fun Fan Forever〜
  - KinKi Kids Dome Tour 2004-2005 -Font De Anniversary.-
  - KinKi Kids 2010-2011 〜君も堂本FAMILY〜
- 仮病をつかおう
  - Asian Biggest Live with 光一Birthday KinKi Kids 3 days Panic! at TOKYO DOME '98-'99
- MY WISH
  - us
  - KOICHI DOMOTO CONCERT TOUR 2006 mirror 〜The Music Mirrors My Feeling〜
- ずっと抱きしめたい
  - KinKi Kids Concert -Thank you for 15years- 2012-2013
- イノセント・ウォーズ
  - Asian Biggest Live with 光一Birthday KinKi Kids 3 days Panic! at TOKYO DOME '98-'99
- ボーダーライン
  - KinKi Kids Concert Tour 2019-2020 ThanKs 2 YOU
- Slowly
  - us
  - TSUYOSHI DOMOTO 2nd LIVE [síː] 〜FIRST LINE〜
- このまま手をつないで
  - Asian Biggest Live with 光一Birthday KinKi Kids 3 days Panic! at TOKYO DOME '98-'99
  - 風雲再起近畿小子2001台北演唱會 〜KinKi Kids Returns! 2001 Concert Tour in Taipei〜
  - KinKi Kids Dome F Concert 〜Fun Fan Forever〜
  - KinKi you DVD
  - KinKi Kids 2010-2011 〜君も堂本FAMILY〜
  - KinKi Kids Concert 「Memories & Moments」
  - KinKi Kids Concert 2022-2023 24451〜The Story of Us〜（初回限定盤）
  - P album（初回盤A）
  - 39 Very much